# 弘果弘前中央青果
- 弘果弘前中央青果
- 弘果 弘前中央青果[注 1]

弘果 弘前中央青果株式会社（ひろか ひろさきちゅうおうせいか）は、青森県弘前市に所在する青果物の卸売会社。弘前総合地方卸売市場を開設し、運営しているとともに青果卸売業務を担っている。

## 概要
弘前流通圏の唯一の青果卸売市場として中核的市場に位置付けられているとともに、施設内でグループ会社の(株)弘前花きが花き卸売も行っている。さらに隣接する敷地において水産物卸売市場である「弘前水産地方卸売市場」の開設運営を行う子会社を設立している。また、青森県産りんごの有数の貯蔵・流通業者である。ほかにもグループ内にりんごの専門卸売市場や、不動産賃貸・飲食店等の運営会社、保険部門等幅広い事業会社を持ち、企業グループを形成している。
つがりあんメロンをはじめとして、地域の農業振興とブランディング化にも力を入れている。
また、サンリオとの提携による自社ブランド商品「ハローキティ森のバナナ」を販売し、販売収益の一部を白神山地の保全活動や環境活動をしている諸団体に寄付を行っている。

## 沿革
会社沿革
- 1960年（昭和35年）5月 - 前身となる(株)丸吉大中商店が弘前市代官町にて青果市場開業。
- 1964年（昭和39年）5月 - 弘前市和徳松ヶ枝に新築移転。
- 1967年（昭和42年）5月 - 丸吉大中青果(株)に名称変更。
- 1968年（昭和43年）2月 - りんご市場を併設し営業開始。
- 1969年（昭和44年）1月 - 弘前市和徳俵元にりんご専門卸売市場を新設移転。
- 1971年（昭和46年）12月 - 大中青果(株)、農協、買参人、従業員の4者協調により弘果　弘前中央青果(株)設立。
- 1972年（昭和47年）1月 - 旧大中青果市場の施設にて営業開始。
- 1973年（昭和48年）6月 - 卸売市場法に基づく地方卸売市場開設許可及び卸売業務許可を受ける。
- 1974年（昭和49年）8月 - 花き卸売市場開設許可を取得。
- 1987年（昭和62年）3月 - 創立者大中正元氏死去に伴い大中武代表取締役社長就任。
- 1989年（平成元年）10月 - (株)弘前水産地方卸売市場設立。
- 1990年（平成2年）6月 - (株)弘果物流設立。
  - 同年11月 - 弘前水産地方卸売市場開場。
- 1993年（平成5年）11月 - (株)津軽りんご市場設立。
- 1994年（平成6年）8月 - 津軽りんご市場開場。
- 1999年（平成11年）3月 - 大中武氏死去に伴い、山本忠道代表取締役社長就任。
- 2000年（平成12年）12月 - (株)弘前花き設立。
- 2004年（平成16年）5月 - 弘果総合研究開発(株)設立。大中忠代表取締役社長就任。山本忠道は取締役会長に。
- 2006年（平成18年）9月 - 山本忠道会長死去。
- 2008年（平成20年）12月 - (株)スコーレの株式の50%を取得してグループ化。
- 2009年（平成21年）2月 - (株)弘果物流と(株)スコーレの保険部門を統合して弘果保険サービス(株)を設立。
- 2011年（平成23年）12月 - 弘果保険サービス(株)と(株)コスモロードが合併し、新会社弘果コスモ保険サービス(株)と改称。
- 2014年（平成26年）9月 - 第4卸売場完成。
- 2015年（平成27年）10月 - 弘果りんご園(株)設立。
- 2020年（令和2年）6月 - 大中忠代表取締役会長就任、葛西静男代表取締役社長就任。
- 2023年（令和5年）2月 - りんごを通じた経済・文化活動により県の産業・経済の発展に寄与した人物や団体に贈られる「青森りんご勲章」を受賞。

## 弘前総合地方卸売市場
2020年（令和2年）6月21日施行の卸売市場法改正に伴い、監督する青森県から同法第13条第1項に基づく再認定を受けた際、認定市場名が従来の（卸売会社名と同じ）「地方卸売市場弘果弘前中央青果(株)」から弘前総合地方卸売市場に変更された。

## スポーツ活動
弘果スキーレーシングクラブを設立。所属選手の土屋正恵の実家は同市場に出荷している岩手県八幡平市のピーマン農家で、オフシーズンとなる4-10月は同社で働きながら練習を続け、11-3月期は競技大会に出場する生活をしている。2022年冬の北京オリンピックにノルディック距離に出場した。

## 関連会社
- (株)弘前花き - 同場内で花き卸売を担う
- (株)弘前水産地方卸売市場 - 同敷地内で隣接する水産物市場（中核的地方卸売市場）を開設・運営している[注 2]。
- (株)弘果物流 - 輸送・物流部門
- 弘果総合研究開発(株) - 研究開発部門
- (株)津軽りんご市場 - 北津軽郡板柳町で卸売を行う
- 弘果コスモ保険サービス(株)
- (株)スコーレ - 不動産賃貸業、アミューズメント施設・飲食店フランチャイズ運営
- 弘果りんご園(株) - りんごの生産および販売

## 注・出典